# Lambach (Górna Austria)
Lambach – gmina targowa w Austrii, w kraju związkowym Górna Austria, w powiecie Wels-Land. Liczy 3296 mieszkańców (1 stycznia 2015). W miejscowości opactwo z 1056 roku.

## Współpraca
Miejscowość partnerska:
- Reichenschwand, Niemcy